# Châlonvillars
Châlonvillars är en kommun i departementet Haute-Saône i regionen Bourgogne-Franche-Comté i östra Frankrike. Kommunen ligger i kantonen Héricourt-Est som tillhör arrondissementet Lure. År 2022 hade Châlonvillars 1 253 invånare.

## Befolkningsutveckling
Antalet invånare i kommunen Châlonvillars
| Referens: INSEE |